# Tumeochrysa praeclara
Tumeochrysa praeclara är en insektsart som beskrevs av Hölzel 1973. Tumeochrysa praeclara ingår i släktet Tumeochrysa och familjen guldögonsländor. Inga underarter finns listade i Catalogue of Life.